# GRB 101225A
GRB 101225Aとは、2010年12月25日にアンドロメダ座の方向に発生したガンマ線バーストである。ガンマ線放出の継続時間が約28分と非常に長いことが特徴である。発生日時から通称「クリスマスバースト (Christmas burst)」とも呼ばれる。GRB 101225Aの発見は、ガンマ線バーストの種類がより多様であることを示している。

## 概要
GRB 101225Aは、協定世界時2010年12月25日18時37分45秒にスウィフトによって最初に発見が報告された。ガンマ線バーストは通常数ミリ秒から数秒、長くても数分しかガンマ線の放出が継続しない天文現象である。しかしGRB 101225Aは、ガンマ線の放出が約28分と、異常に長い継続時間を記録した。これは、スウィフトが捉えたガンマ線バーストの中で最も長いものであった。この長い時間の間に、ハッブル宇宙望遠鏡や地上の天文台はGRB 101225Aの残光を観測することが出来た。一方で、より長い継続時間を持つX線のバーストは、わずか2日間しか継続しなかった。
GRB 101225Aはその後徐々に暗くなっていったが、10日後から再び明るくなり、40日後に最大の明るさに達した。これはガンマ線バーストよりもIc型超新星爆発に近い現象である。このような現象は前例としてGRB 980425とSN 1998bwがある。また、残光の観測では、放射のほとんどが光速の99%以上に加速されていたが、これは磁界によって加速された荷電粒子のものに類似していた。また、様々な波長の電磁波の量は、従来のガンマ線バーストとは異なるものであった。

## 仮説
GRB 101225Aは前例の無い特殊な現象だったために、従来のような2秒以上のバーストは大質量星の爆発によるものというのは原因として考えにくかった。GRB 101225Aの赤方偏移 (z) は測定する事ができなかったため、地球からの距離は不明であるが、観測結果から下記の2つの説が提案されている。いずれも中性子星が原因としてある。また、この2つの説は同時にネイチャーに掲載されている。

### 中性子星と赤色巨星の衝突説
1つ目の説は、スペインのアンダルシーア天体物理学研究所のChristina Thöne によって唱えられたものである。この説では、ヘリウム星に属する赤色巨星と、その周辺を周回する中性子星の連星によって発生したと考えられている。中性子星は赤色巨星を周回するうちに、赤色巨星から放出された大気に包まれた影響で、公転軌道が収縮し、核に衝突したと考えられている。大気の放出は、赤色巨星自身の進化によるものと、中性子星の重力によるものである。この衝突は、5回の公転もしくは18ヶ月の期間で発生したと考えられている。核に衝突すると、中性子星と核はマグネターもしくはブラックホールに変化し、高エネルギーのジェットが放出される。この場合、衝突後のバーストの後、10日後から増光した超新星爆発のような現象は、ヘリウム主体の中性子星で発生する弱い爆発現象であると説明がつく。この説の場合、GRB 101225Aの位置に z = 0.33 、距離約44億光年の位置にホスト銀河と思われるものが存在するため、この遠方で発生したと考えられている。この距離の場合、GRB 101225Aの等方性エネルギーは 1.4 × 1044J 以上と推定される。また、放出される物質はバーストの発生直後の100万Kから、20日後には約5000Kまで冷却されたと考えられる。この場合、最も遠い中性子星の観測例となる。

### 中性子星と微小天体の衝突説
2つ目の仮説は、ブレラ天文台 (Brera Astronomical Observatory) の Sergio Campana らの研究チームによって唱えられたものである。この説では、先述の通り遠方の天文現象ではなく、銀河系内のわずか約1万光年において発生したと考えられている。この説の場合、中性子星に小惑星や彗星のような、準惑星ケレスの半分程度の質量を持つ微小天体が衝突したと考えられている。この場合、中性子星への衝突前に潮汐力によって彗星が分解し、時間差をもって中性子星に衝突すると考えられる。この場合、最初のバーストは、メインの塊が中性子星に衝突して放出され、スウィフトによって検出されたX線の放出は、中性子星の周辺に検出された降着円盤が徐々に中性子星に衝突することで放出されると考えられる。最後に降着円盤が冷却すると、紫外線や可視光の波長にまでエネルギーが低下する。もしこの説が正しい場合、GRB 980425の1億2200万光年 (z=0.0085) や、ガンマ線バーストの残骸と推定されているW 49Bの3万5000光年よりも近い、最も地球に近いガンマ線バーストとなる。